# Philipp Heinrich Krämer

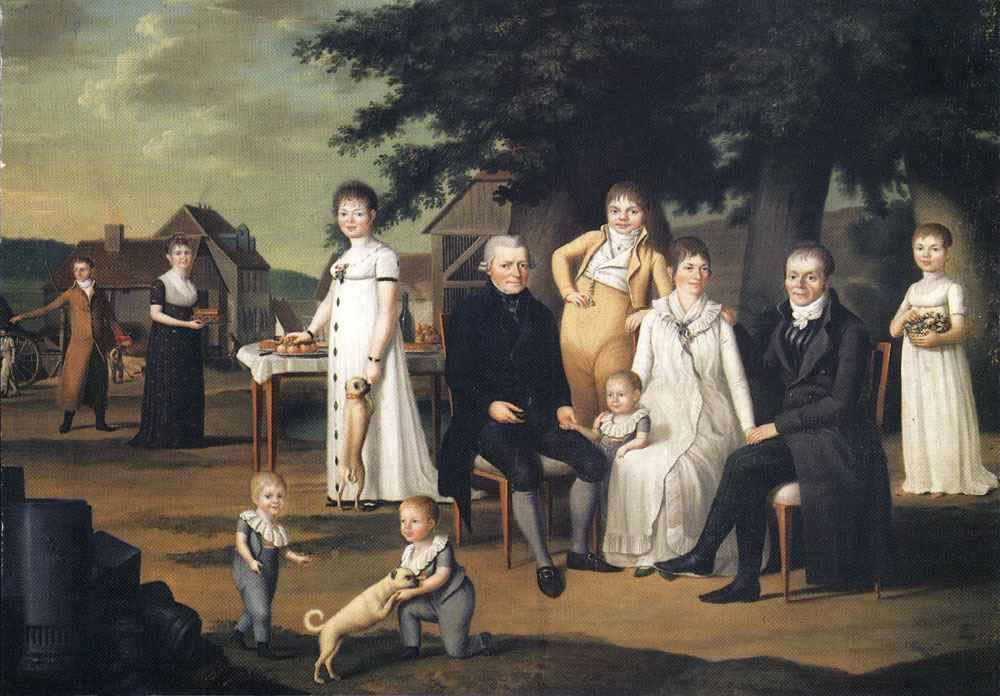
Johann Friedrich Dryander: Bildnis der Familie Krämer vor ihrem St. Ingberter Hüttenwerk (1804). Philipp Heinrich Krämer (2. v. r.).

Philipp Heinrich Krämer (* 23. März 1754 in Alsenborn; † 16. September 1803 in St. Ingbert) war ein deutscher Großhändler, Betreiber eines Eisenhüttenwerks und Unternehmer.

## Leben und Wirken
Philipp Heinrich Krämer wurde im damals kurpfälzischen Alsenborn geboren als fünftes Kind von Johann Theobald II. Krämer und seiner aus St. Johann stammenden Ehefrau Dorothea Karcher. Krämer wuchs in privilegierten Verhältnissen im Herrenhaus Orthsches Haus auf. Sein Vater betrieb als Wirt das Gasthaus „Zum goldenen Engel“, war Besitzer einer Branntweinbrennerei und handelte später u. a. mit Getreide, Holz und Wolle. Die Familie besaß außerdem in Kallstadt ein Weingut und in St. Johann ein weiteres Wohnhaus, auch etliche Schäfereien und Fischteiche waren Teil der wirtschaftlichen Unternehmungen. Der Vater Johann Theobald übte zudem in seinem Heimatort mit dem Amt des Schultheißen die niedere Gerichtsbarkeit aus.
1777 siedelte Philipp Heinrich Krämer nach St. Johann über und gründete dort mit seinem Cousin Johann Jacob Karcher die vor allem Holzhandel und Flößerei betreibende Handelsfirma „Karcher & Krämer“. Der Vertrieb von so genanntem Holländerholz hatte sich im 18. Jahrhundert zu einer lukrativen Einnahmequelle entwickelt. Vom Holzhandel ausgehend, versuchte Krämer zunächst vergeblich, in den Produktionsbetrieben der Region Fuß zu fassen. 1780 und 1781 versuchte er ohne Erfolg, das St. Ingberter Eisenwerk Alte Schmelz in Pacht zu nehmen, für das allerdings die Herren Stehelin, Bouchot und Antoine den Zuschlag erhielten. Am 1. November 1788 gelang es ihm, den Anteil Stehelins zu übernehmen. Gleichzeitig wurde ihm als Direktor die Leitung des Unternehmens übertragen, das zu diesem Zeitpunkt 18 Schmelzarbeiter sowie 18 Erzgräber und Holzkohlenbrenner beschäftigte. Hergestellt wurden auf der Schmelz damals Werkzeuge, Kleineisenwaren, Kaminplatten und Öfen.
Krämer war seit 1782 verheiratet mit Sophie Krämer, geborene Firmond aus St. Johann. Aus der Ehe gingen elf Kinder, sechs Söhne und fünf Töchter, hervor, von denen nur fünf das Erwachsenenalter erreichten, darunter die drei Söhne Philipp Heinrich Kraemer, Heinrich Adolf Kraemer und Friedrich Christian Kraemer. Philipp Heinrich und Friedrich Christian übernahmen später in 2. Generation das St. Ingberter Eisenwerk, während Heinrich Adolf nach Quint bei Trier übersiedelte und das dortige Eisenwerk übernahm. Er bewohnte mit seiner Familie das Quinter Schloss.
Bereits kurz nach Ausbruch der Französischen Revolution erschienen im Oktober 1789 vierzig teils bewaffnete Männer auf dem Eisenwerk, um von dem neuen Pächter die Gebühren für die Entnahme des Holzes aus den heimischen Wäldern zu verlangen. Erst das Erscheinen kurpfälzischer und kurmainzischer Truppen, die die Landesherrin Marianne von der Leyen zur Unterstützung herbeigerufen hatte, bereiteten dem revolutionären Treiben der Dorfbewohner ein Ende. Über Jahre hinweg war St. Ingbert Schauplatz kriegerischer Handlungen und Durchmarschgebiet der französischen und verschiedenen deutschen Heerestruppen. Über die Vorgänge jener Jahre, die Einquartierungen, Plünderungen und Requirierungen sowie insgesamt die Belastung der Zivilbevölkerung in Truppendurchmarschgebieten legte der Schwiegervater von Philipp Heinrich Krämer ein eindringliches Zeugnis ab. (Firmondsche Chronik).
Der umsichtigen Leitung von Philipp Heinrich Krämer war es zu verdanken, dass das St. Ingberter Eisenwerk seine Produktionsgenehmigung trotz häufig wechselnder Herrschaften behielt, wobei es in diesen kriegerischen Zeiten auch schwer war, die erforderlichen Rohstoffe Erz und Holzkohle herbeizuschaffen. Krämer verstand es offenbar, sich mit allen Kriegsparteien gleichermaßen gut zu stellen: Einerseits zeigte er sich loyal gegenüber den alten Landesherren von der Leyen, denen er mit einem Darlehen aus finanziellen Nöten half. Andererseits zeigte er sich aufgeschlossen gegenüber dem neuen Regime: Als im Juni 1798 St. Ingbert als Teil des neu gebildeten Saardepartements an Frankreich angeschlossen wurde, saß Krämer als Vertreter der St. Ingberter Interessen im regionalen Arrondissement-Rat. Das Eisenwerk konnte seine Produktion in dieser Zeit sogar noch ausweiten, da die Schmelz das französische Heer mit Rüstungsgütern versorgte. Außerdem übernahm Krämer im Juni 1800 das benachbarte Rentrischer Hammerwerk, das er seit Jahren bereits mit Roheisen versorgt hatte.
1803 ließ sich die Familie Krämer vom Hofmaler Johann Friedrich Dryander vor der Kulisse ihres St. Ingberter Eisenwerks porträtieren. Die Fertigstellung des Gemäldes im Jahr 1804 sollte Krämer nicht mehr erleben, denn er starb im Alter von 49 Jahren und hinterließ seiner Witwe das Hüttenwerk samt umfangreichen Ländereien. Seinen Wunsch, die Schmelz käuflich zu erwerben, konnte er nicht mehr realisieren.